# Kuta Sayeh
Kuta Sayeh is een bestuurslaag in het regentschap Nagan Raya van de provincie Atjeh, Indonesië. Kuta Sayeh telt 204 inwoners (volkstelling 2010).